# Nakš-e Rustam
Nakš-e Rustam (perz. نقش رستم: Nākš-e Rostām) arheološko je nalazište koje se nalazi 7 km sjeverozapadno od Perzepolisa, u provinciji Fars u modernom Iranu. Nakš-e Rustam nalazi se svega nekoliko stotina metara od Nakš-e Radžaba.
Najstariji reljef kod Nakš-e Rustama datira iz 1000. pr. Kr. i teško je oštećen, a prikazuje čovjeka s nejasnom krunom ili kapom što vjerojatno potječe iz elamskog doba. Navedeni prikaz sastavni je dio većeg reljefa, od kojeg je većina nadomještena reljefom sasanidskog vladara Bahrama II. Prema čovjeku s neobičnom kapom nalazište je dobilo ime „Nakš-e Rustam“, jer lokalno stanovništvo vjeruje kako reljef prikazuje mitološkog heroja Rustama.

## Ahemenidske grobnice
Četiri grobnice ahemenidskih kraljeva isklesane su na okomitim liticama planine, a nalaze se na priličnoj visini od razine tla. 
Grobnice su lokalno poznate pod nazivom „perzijski križevi“, prema obliku fasade grobnica. Jedan od naziva za nalazište je i „salīb“ (arap. صليب), što je vjerojatno izvedenica perzijske riječi „chalīpā“ (križ). Ulaz u svaku grobnicu je na središtu svakog križa, a vodi u malu komoru gdje se nalazi kraljev sarkofag. Vodoravna greda sa stupovima na pročelju svake fasade smatra se preslikom ulaza u palače Perzepolisa, što je značajno pomoglo rekonstruiranju njihovog izgleda.
Prema drevnim zapisima, jedna od grobnica svakako pripada Dariju I. Velikom (522. – 486. pr. Kr.), dok se za ostale tri smatra kako pripadaju Kserksu I. (486. – 465. pr. Kr.), Artakserksu I. (465. – 424. pr. Kr.) i Dariju II. (423. – 404. pr. Kr.). Postoji i peta, nezavršena grobnica, za koju se pretpostavlja kako pripada Artakserksu III. (358. – 338. pr. Kr.), ili vjerojatnije Dariju III. (336. – 330. pr. Kr.), posljednjem kralju ahemenidske dinastije.
Grobnice su opljačkane nakon Aleksandrovog pohoda na Perzijsko Carstvo.

## Sasanidski reljefi
Sedam golemih reljefa kod Nakš-e Rustama prikazuju kraljeve iz sasanidskog razdoblja:
- Investitura Ardašira I. (226. – 242.):

Osnivač Sasanidskog Carstva Ardašir I. prikazan je kako od Ahura Mazde prima prsten „cydaris“, simbol snage. Ardašir i Ahura Mazda sjede na konjima, dok se pod njima nalaze njihovi neprijatelji; posljednji partski vladar Artaban IV. i Ahirman, zoroastrijski bog zla. Time se naglašava legitimnost Ardaširove vladavine, odnosno njegova pobožnost. Zapisi na reljefu spominju najstariji poznati izraz „Iran“, koji se ranije uglavnom pisao u oblicima Eran ili Ariana.
- Trijumf Šapura I. (241. – 272.):

Ovo je najslavniji sasanidski reljef, koji prikazuje pobjedu iranskog velikog kralja Šapura I. nad rimskim carevima Valerijanom i Filipom Arapinom. Dotjeranija verzija ovog reljefa nalazi se u Bišapuru.
- Veliki reljef Bahrama II. (276. – 293.):

S obje strane kralja nalaze se likovi okrenuti prema njemu, dok skulptura naglašava njegovu muskulaturu i veliki mač. S lijeve strane nalazi se pet ljudi (vjerojatno plemića), dok s desna stoje tri dvoranina od kojih je jedan vjerojatno zoroastrijski svećenik Kartir. Taj reljef nalazi se prvi s desna kralju, i djelomično nadomješta starije reljefe koji vjerojatno datiraju iz elamskog razdoblja.
- Dva konjička reljefa Bahrama II. (276. – 293.):

Prvi konjički reljef, koji se nalazi odmah ispod četvrte grobnice (vjerojatno Darija II.), prikazuje kralja koji se borti protiv rimskog vojnika. Drugi takav reljef nalazi se neposredno ispod Darijeve grobnice, i podijeljen je na grornji i donji dio. Gornji dio reljefa prikazuje iranskog kralja u borbi protiv rimskog konjanika, dok donji prikazuje borbu protiv rimskog pješaka. Oba reljefa prikazuju mrtvog neprijatelja pod kopitima kraljevog konja.
- Investitura Narseha (293. – 303.)

Reljef prikazuje kralja kako prima vladarski prsten od ženskog lika, za koji se često tvrdi kako je riječ o božanstvu „Anahiti“. Ipak, kralj nije prikazan u pozi kakvu bi se očekivalo u prisustvu božanstva, pa je moguće kako se radi o kraljici Šapurdokhtak.
- Konjički reljef Hormizda II. (302. – 309.):

Ovaj reljef nalazi se ispod treće grobnice (vjerojatno Artakserksa I.), a prikazuje Hormizda II. kako sa svoga konja ponižava neprijatelja, vjerojatno Papka iz Armenije.
- Oštećeni reljef Šapura II. (309. – 379.):

Iznad prethodnog reljega odnosno ispod ahemenidske grobnice nalazi se teško oštećeni reljef vjerojatno Šapura II., prikazanog s dvoranima.
Neposredno uz litice planine nalaze se i zoroastrijski hram „Zaratustrina kocka“ ili Ka'ba-i Zartosht, te ostaci zidina iz sasanidskog doba.

## Umjetnost
Ahemenidske grobnice oblikovane su u obliku golemog širokog križa visine oko 30 m, odnosno širine oko 20 m. Donji pojas pročelja nije bio oblikovan i vjerojatno je služio kao pomoćna platforma za radnike koji su klesali dva gornja dijela grobnice. Srednji i najširi pojas klesan je u obliku pročelja perzijske palače ili apadane; sastoji se od četiri stupa s karakterističnim perzijskim kapitelima obogaćenim životinjskim oblicima, koji se nalaze između ugaonih kula. Greda ili arhitrav iznad stupova raščlanjena je u više slojeva po vertikali, koji su pomogli rekonstruiranju perzijskih krovova u Perzepolisu. Na samom središtu nalazio se ulaz u grobnicu, oblikovan prema portalima iz Perzepolisa. Gornji pojas grobnice sastoji se od dva dijela. Dolje se nalaze dva reda ljudskih figura koji rukama i glavom nose grede, što je motiv koji je kasnije inspirirao stare Grke pri gradnji Erehteja, gdje gornji dio konstrukcije nose karijatide, stupovi u obliku ljudskih figura. Gornji dio najvišeg pojasa sastojao se od reljefa koji prikazuju perzijske kraljeve.

## Poveznice
- Perzijsko Carstvo
  - Ahemenidsko Carstvo
  - Sasanidsko Carstvo
- Darije Veliki
- Perzepolis
- Sasanidi

## Vanjske poveznice
- Nakš-e Rustam; opis, fotografije, karte i zapisi (HeritageInstitute.com)
- Nakš-e Rustam, kratki opis
- Britannica enciklopedija: Nakš-e Rustam
- Nakš-e Rustam: ahemenidske grobnice, Livius.org
- Nakš-e Rustam: sasanidski reljefi (fotografije i opis), Livius.org  Arhivirana inačica izvorne stranice od 22. rujna 2008. (Wayback Machine)
- Sasanidski reljefi, Enciklopedija Iranica  Arhivirana inačica izvorne stranice od 15. prosinca 2007. (Wayback Machine)
- Perzijski utjecaj na Grčku, IranChamber.com

Sestrinski projekti
|  | Zajednički poslužitelj ima stranicu o temi Nakš-e Rustam    |
|  | Zajednički poslužitelj ima još gradiva o temi Nakš-e Rustam |